# Halle Open 2017 - Qualificazioni singolare
Le qualificazioni del singolare dell'Halle Open 2017 sono state un torneo di tennis preliminare per accedere alla fase finale della manifestazione. I vincitori dell'ultimo turno sono entrati di diritto nel tabellone principale. In caso di ritiro di uno o più giocatori aventi diritto a questi sono subentrati i lucky loser, ossia i giocatori che hanno perso nell'ultimo turno ma che avevano una classifica più alta rispetto agli altri partecipanti che avevano comunque perso nel turno finale.

## Teste di serie
1. Yūichi Sugita (ultimo turno)
2. Denis Istomin (primo turno)
3. Andreas Seppi (ultimo turno)
4. Ernesto Escobedo (ultimo turno)

1. Andrey Kuznetsov (primo turno)
2. Vasek Pospisil (qualificato)
3. Mikhail Youzhny (qualificato)
4. Lukáš Lacko (qualificato)

## Qualificati
1. Mikhail Youzhny
2. Maximilian Marterer

1. Lukáš Lacko
2. Vasek Pospisil

### Lucky Loser
1. Yūichi Sugita

## Tabellone

### Legenda
| - Q = Qualificato - WC = Wild card - LL = Lucky loser | - ALT = Alternate - SE = Special Exempt - PR = Protected Ranking | - w/o = Walkover - r = Ritirato - d = Squalificato |

### Sezione 1
|  | Primo turno | Primo turno      | Primo turno      | Primo turno | Primo turno |  |  | Ultimo turno | Ultimo turno    | Ultimo turno | Ultimo turno | Ultimo turno |  |
|  |             |                  |                  |             |             |  |  |              |                 |              |              |              |  |
|  | 1           | Yūichi Sugita    | Yūichi Sugita    | 7           | 6           |  |  |              |                 |              |              |              |  |
|  | WC          | Yannick Hanfmann | Yannick Hanfmann | 5           | 1           |  |  | 1            | Yūichi Sugita   | 65           | 7            | 612          |  |
|  |             | Benjamin Becker  | Benjamin Becker  | 3           | 4           |  |  | 7            | Mikhail Youzhny | 7            | 611          | 7            |  |
|  | 7           | Mikhail Youzhny  | Mikhail Youzhny  | 6           | 6           |  |  |              |                 |              |              |              |  |

### Sezione 2
|  | Primo turno | Primo turno         | Primo turno         | Primo turno | Primo turno |  |  | Ultimo turno | Ultimo turno        | Ultimo turno        | Ultimo turno | Ultimo turno |  |
|  |             |                     |                     |             |             |  |  |              |                     |                     |              |              |  |
|  | 2           | Denis Istomin       | Denis Istomin       | 65          | 63          |  |  |              |                     |                     |              |              |  |
|  |             | Maximilian Marterer | Maximilian Marterer | 7           | 7           |  |  |              | Maximilian Marterer | Maximilian Marterer | 6            | 6            |  |
|  |             | Aleksandr Bublik    | 2                   | 6           | 6           |  |  |              | Aleksandr Bublik    | Aleksandr Bublik    | 0            | 3            |  |
|  | 5           | Andrey Kuznetsov    | 6                   | 4           | 4           |  |  |              |                     |                     |              |              |  |

### Sezione 3
|  | Primo turno | Primo turno     | Primo turno     | Primo turno | Primo turno |  |  | Ultimo turno | Ultimo turno  | Ultimo turno  | Ultimo turno | Ultimo turno |  |
|  |             |                 |                 |             |             |  |  |              |               |               |              |              |  |
|  | 3           | Andreas Seppi   | Andreas Seppi   | 6           | 6           |  |  |              |               |               |              |              |  |
|  | WC          | Daniel Masur    | Daniel Masur    | 3           | 3           |  |  | 3            | Andreas Seppi | Andreas Seppi | 4            | 5            |  |
|  |             | Ruben Bemelmans | Ruben Bemelmans | 4           | 3           |  |  | 8            | Lukáš Lacko   | Lukáš Lacko   | 6            | 7            |  |
|  | 8           | Lukáš Lacko     | Lukáš Lacko     | 6           | 6           |  |  |              |               |               |              |              |  |

### Sezione 4
|  | Primo turno | Primo turno      | Primo turno      | Primo turno | Primo turno |  |  | Ultimo turno | Ultimo turno     | Ultimo turno     | Ultimo turno | Ultimo turno |  |
|  |             |                  |                  |             |             |  |  |              |                  |                  |              |              |  |
|  | 4           | Ernesto Escobedo | Ernesto Escobedo | 6           | 7           |  |  |              |                  |                  |              |              |  |
|  |             | Luca Vanni       | Luca Vanni       | 3           | 62          |  |  | 4            | Ernesto Escobedo | Ernesto Escobedo | 2            | r            |  |
|  | WC          | Daniel Altmaier  | Daniel Altmaier  | 2           | 1           |  |  | 6            | Vasek Pospisil   | Vasek Pospisil   | 4            |              |  |
|  | 6           | Vasek Pospisil   | Vasek Pospisil   | 6           | 6           |  |  |              |                  |                  |              |              |  |